# Federico de Amores y Ayala
Federico de Amores y Ayala (septiembre de 1870 - Sevilla, septiembre de 1927), conde de Urbina, fue un político español perteneciente al Partido Liberal-Conservador. Fue diputado a Cortes por la Coruña en 1914 y alcalde de Sevilla en dos ocasiones, en 1913 de forma fugaz por primera vez (entre el 19 de noviembre y el 31 de diciembre) y entre 1919 y 1922 por segunda vez.  Su carrera política se desarrolló durante el periodo de la Restauración.
Durante las obras de preparación para la Exposición Iberoamericana de 1929 (Sevilla), recibió el nombramiento en 1920 de primer comisario regio, en reconocimiento a su interés en lograr el adecuado desarrollo de la citada exposición, siendo sustituido en 1922 por Fernando Barón y Martínez Agulló, conde de Colombí. Alfonso XIII le nombró gentilhombre y le concedió el título de conde de la Torre del Guadiamar.  Para lograr financiación con destino a las obras de la Exposición, solicitó un empréstito con el objetivo de sufragar las numerosas obras que se llevaron a cabo durante su mandato, entre ellas la plaza de España y el Hotel Alfonso XIII.